# Maria del Carmen de Sojo Ballester

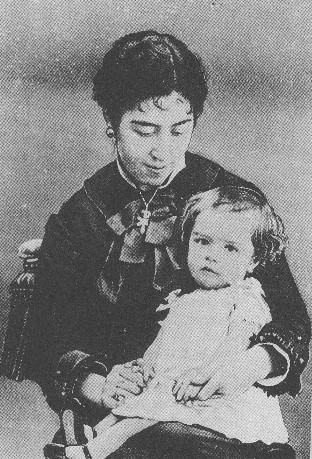
Maria del Carmen de Sojo Ballester

Maria del Carmen de Sojo Ballester (ur. 15 października 1856 w Reus zm. 16 sierpnia 1890 w Barcelonie) – hiszpańska tercjarka karmelitańska, Służebnica Boża Kościoła katolickiego.

## Życiorys
Maria del Carmen de Sojo Ballester urodziła się bardzo religijnej rodzinie. Pracowała w szpitalu Sióstr Ubogich opiekując się starszymi i dziećmi; tam poznała swojego przyszłego męża, który był lekarzem. W dniu 13 maja 1872 roku jej mężem został Jordi Anguera. Następnie, wraz z nim, udała się do Barcelony. Urodziła pięcioro dzieci, z których dwoje zmarło we wczesnym dzieciństwie. Była członkiem trzeciego zakonu świeckich karmelitów. Zmarła 16 sierpnia 1890 roku w opinii świętości. W dniu 28 lipca 1926 roku rozpoczął się jej proces beatyfikacyjny.